# Ditha shivanparaensis
Espèce
Ditha shivanparaensis est une espèce de pseudoscorpions de la famille des Tridenchthoniidae.

## Distribution
Cette espèce est endémique du Kerala en Inde. Elle se rencontre dans le district d'Idukki dans le parc national de Mathikettan Shola.

## Description
La femelle holotype mesure 1,47 mm et le mâle paratype 1,29 mm, les femelles mesurent de 1,33 à 1,47 mm.

## Systématique et taxinomie
Cette espèce a été décrite par en Jeong, Harms & Johnson, 2024.

## Étymologie
Son nom d'espèce, composé de shivanpara et du suffixe latin -ensis, « qui vit dans, qui habite », lui a été donné en référence au lieu de sa découverte, Shivanpara.

## Publication originale
- Jeong, Harms & Johnson, 2024 : « A new species of Ditha (Pseudoscorpiones, Chthoniidae, Tridenchthoniinae) from the Western Ghats of India, with an identification key for the genus. » Zoosystematics and Evolution, vol. 100, no 1, p. 1–8 (texte intégral).